# ゴンダンディア駅
ゴンダンディア駅（ゴンダンディアえき、インドネシア語：Stasiun Gondangdia）は、インドネシアのジャカルタ首都特別州中央ジャカルタ市メンテン区にある、KRLコミューターラインの駅。線路としてはインドネシア鉄道会社のジャカルタ線上の駅であるが、路線系統として通勤列車であるKRLコミューターラインのボゴール線が乗り入れる。

## 歴史
1926年に開業。1993年に日本の政府開発援助で高架化された。隣のガンビル駅は長距離列車専用のため通過するため、ゴンダンディア駅を出発した電車はジュアンダ駅まで停車しない。

## 駅構造
相対式ホーム2面2線を有する、3階建ての高架駅。

### のりば
| 番線 | 路線       | 行先         |
| ---- | ---------- | ------------ |
| 1    | ボゴール線 | コタ方面     |
| 2    | ボゴール線 | ボゴール方面 |

## 駅周辺
安宿街で知られているジャクサ通りの最寄り駅。
- ジャクサ通り
- iNews（インドネシア語版、英語版）本社
- Sindonews.com（インドネシア語版）本社
- フレイザー レジデンス メンテン ジャカルタ（ホテル）
- カニシアス大学（インドネシア語版）
- サリナ・デパート
- タマン・イスマイル・マルスキ（インドネシア語版）

## 隣の駅
KRLコミューターライン
 ボゴール線
　ジュアンダ駅 - ゴンダンディア駅 - チキニ駅